# Elizabeth Jennings
Elizabeth  Jennings (20 de julio de 1926 – 25 de octubre de 2001) fue una poeta inglesa.

## Biografía
Jennings nació en Boston (Lincolnshire). Cuando tenía seis años de edad, su familia se mudó a Oxford, donde residiría durante el resto de su vida. Cursó sus estudios universitarios en el St Anne's College de Oxford. Después de graduarse, comenzó a trabajar como bibliotecaria.
Los primeros poemas de Jennings fueron publicados en periódicos tales como Oxford Poetry, New English Weekly, The Spectator, Outposts y Poetry Review, pero su primer libro no se publicó hasta que cumplió veintisiete años de edad. Los poetas líricos que, según ella, la influenciaron son Hopkins, Auden, Graves y Muir. Su segundo libro, A Way of Looking, ganó el premio Somerset Maugham y marcó un punto de inflexión, ya que el dinero que obtuvo como parte del premio le permitió pasar casi tres meses en Roma, en lo que fue una revelación. Llevó sus creencias religiosas a una nueva dimensión e inspiró su imaginación.
Considerada una tradicionalista más que una innovadora, Jennings es reconocida por su poesía lírica y por  mastery of form.  Sus obras presentan una simplicidad de métrica y ritmo compartidos con Philip Larkin, Kingsley Amis y Thom Gunn, todos miembros del grupo de poetas ingleses conocido como The Movement. Siempre dejó claro que aunque las experiencias de su vida, (durante la cual sufrió de severas enfermedades mentales) contribuyeron a crear las temáticas de sus obras, no escribía poesía autobiográfica de manera explícita. Su catolicismo profundo influenció gran parte de su trabajo.
Falleció en un asilo de ancianos en Bampton (Oxfordshire) y está sepultada en el cementerio de Wolvercote (Oxford).

## Premios y honores selectos
- 1953: Premio del Arts Council of Great Britain al mejor libro de poemas por Poems
- 1955: Premio Somerset Maugham por A Way of Looking.[1]
- 1987: Premio Literario W.H. Smith por Collected Poems 1953–1985
- 1992: Commander of the Order of the British Empire (CBE)
- 2001: Doctorate of Divinity Honorario, de la Universidad de Durham

## Publicaciones

### Colecciones de poemas
- Poems. Oxford: Fantasy Press, 1953
- A Way of Looking. Londres: André Deutsch, 1955
- A Sense of the World. Londres: André Deutsch, 1958
- Song For a Birth or a Death. Londres: André Deutsch, 1961
- The Sonnets of Michelangelo (traducido por Jennings). Londres: Folio Society, 1961
- Recoveries. Londres: André Deutsch, 1964
- The Mind has Mountains. Londres: Macmillan, 1966
- The Secret Brother and Other Poems for Children. Londres: Macmillan, 1966
- Collected Poems 1967. Londres: Macmillan, 1967
- The Animals' Arrival. Londres: Macmillan, 1969
- Lucidities. Londres: Macmillan, 1970
- Relationships. Londres: Macmillan, 1972
- Growing Points. Cheadle: Carcanet, 1975
- Consequently I Rejoice. Cheadle: Carcanet, 1977
- After the Ark. Oxford University Press, 1978
- Selected Poems. Cheadle: Carcanet, 1979
- Moments of Grace. Manchester: Carcanet, 1980
- Celebrations and Elegies. Manchester: Carcanet, 1982
- Extending the Territory. Manchester: Carcanet, 1985
- Collected Poems 1953-1985. Manchester: Carcanet, 1986
- Tributes. Manchester: Carcanet, 1989
- Times and Seasons. Manchester: Carcanet, 1992
- Familiar Spirits. Manchester: Carcanet, 1994
- In the Meantime. Manchester: Carcanet, 1996
- A Spell of Words: Selected Poems for Children. Londres: Macmillan, 1997
- Praises. Manchester: Carcanet, 1998
- Timely Issues. Manchester: Carcanet, 2001
- New Collected Poems. Manchester: Carcanet, 2001

### Selecciones y antologías editadas por Jennings
- The Batsford Book of Children's Verse (ilustrado). Londres: Batsford, 1958
- An Anthology of Modern Verse: 1940-1960. Londres: Methuen, 1961
- Wuthering Heights and Selected Poems by Emily Brontë. Londres: Pan Books, 1967
- A Choice of Christina Rossetti's Verse. Londres: Faber and Faber, 1970
- The Batsford Book of Religious Verse. Londres: Batsford, 1981
- A Poet's Choice. Manchester: Carcanet, 1996

### Críticas
- "The Difficult Balance". London Magazine 6.9 (1959): 27–30
- "The Restoration of Symbols: The Poetry of David Gascoyne". Twentieth Century 165 (junio de 1959): 567–577
- Let's Have Some Poetry! (para niños).  Londres: Museum Press, 1960
- "Poetry and Mysticism: on re-reading Bremond". Dublin Review 234 (1960): 84–91
- "The Unity of Incarnation: a study of Gerard Manley Hopkins". Dublin Review 234 (1960): 170–184
- Every Changing Shape: Mystical Experience and the Making of Poems. Londres: André Deutsch, 1961; Manchester: Carcanet, 1996 ISBN 978-1857542479
- Poetry Today (British Council y National British League). Londres: Longmans, Green and Co., 1961
- "Emily Dickinson and the Poetry of the Inner Life". Review of English Literature 3.2 (abril de 1962): 78–87
- Frost (Robert Frost). Edimburgo: Oliver and Boyd, 1964
- Christianity and Poetry. Londres: Burns & Oates, 1965
- Reaching into Silence: a study of eight twentieth-century visionaries. Nueva York: Barnes & Noble, 1974
- Seven Men of Vision: an appreciation. Londres: Visa Press, 1976
- "The State of Poetry". Agenda 27.3 (otoño de 1989): 40–41